# Somerton-Mann

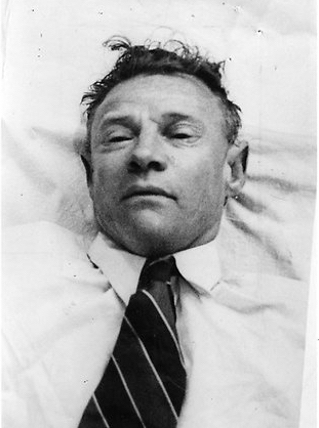
Polizeifoto des unbekannten Toten (Dezember 1948)

Als der Somerton-Mann wird ein Mann (*  1905; † 1. Dezember 1948 in Adelaide) bezeichnet, der am 30. November 1948 in der südaustralischen Stadt Adelaide am Somerton Beach auftauchte und dort am darauffolgenden Morgen gegen 2 Uhr wahrscheinlich an einem unbekannten Gift starb. Seine mögliche Identität und Herkunft konnten erst im Jahr 2022 durch eine DNA-Analyse geklärt werden.
Da das Opfer in seiner Hosentasche einen Zettel mit den Worten Tamam Shud darauf bei sich trug, wird der Fall, insbesondere im Englischen, auch Tamam Shud Case (Tamam-Shud-Fall) genannt. Die falsche Schreibweise Taman Shud ist ebenfalls weit verbreitet.

## Opfer
Der Mann sah europäisch aus, war 1,80 m groß, etwa 42 bis 45 Jahre alt, wog 88 kg und trug Schuhgröße 8. Er war gut gebaut und in guter körperlicher Verfassung. Er hatte breite Schultern und schmale Hüften, wobei sein Oberkörper zu groß für die Gesamtproportion war. Auch seine Arme waren lang.
Er hatte braune Augen. An den Schläfen und über den Ohren war das Haar leicht angegraut. Er hatte keine Geheimratsecken, jedoch eine hohe Stirn. Das Haar war blond mit einem Stich ins leicht Rötliche, dabei wellig, sowie von eher grober Substanz. Der Haarschnitt war nicht älter als zwei bis vier Wochen. Zum Zeitpunkt seines Todes trug er ein weißes Hemd, einen graubraunen Zweireiher, eine braune Hose, einen braunen Pullover, braune Socken und Schuhe – insgesamt für die Temperaturverhältnisse in diesem Teil Australiens völlig unpassend. Die Durchschnittstemperaturen betrugen am Tage gegen 30 °C und am Abend noch immer 22 °C.
Bei der weiteren Untersuchung der Kleidung erkannten Experten, dass die Sachen zweifelsfrei US-amerikanischer Herstellung waren. Dies ließ die Art der Verarbeitung der Nähte erkennen. Die Kleidung war nicht importiert und entsprach insgesamt dem Modetrend der Wintersaison 1948 in Amerika, wo die Farben Grau und Braun vorherrschten. Die Aufschläge des Zweireihers und das Taschenfutter waren aus orangebraunem Baumwollsatin, damals ein noch als neu zu bezeichnender Stoff. Insgesamt war die Kleidung hochwertig und deutete darauf hin, dass der Träger finanziell sehr gut gestellt war. Allgemein machte er einen gepflegten Eindruck. Seine Hände wiesen keinerlei Anzeichen harter körperlicher Arbeit auf. Fuß- und Fingernägel waren ordentlich gepflegt. Er hatte weder Schwielen noch Hornhaut an den Füßen. Allerdings wiesen die Füße zwei Besonderheiten auf:
1. Die Zehen waren keilförmig zusammengedrückt wie bei einem Tänzer oder einem Menschen, der häufig Reitstiefel, Uniformstiefel oder anderes spitz zulaufendes Schuhwerk getragen hat.
2. Die Wadenmuskeln zeigten eine starke Ausprägung. Dies findet man gewöhnlich bei Sportlern oder Frauen, die stets Schuhe mit hohen Absätzen getragen haben.

Körper, Arme und Beine waren nur schwach behaart.

### Leichenfund und Autopsie
Die Leiche des Mannes wurde gegen halb sieben am Morgen des 1. Dezember von einem Passanten namens Loyd gefunden. Der sagte aus, er habe den Mann bereits am Abend zuvor gegen 19:00 Uhr am Strand gesehen. Es habe so ausgesehen, als würde er rauchen. Ein Paar passierte die Stelle zwischen 19:30 und 20:00 Uhr. Es hatte für die beiden den Anschein, als liege der Mann betrunken am Strand und schlafe. Die junge Frau vermutete scherzhaft, vielleicht sei er auch tot. Aus Rücksicht ging sie jedoch nicht näher heran.
Die Obduktion ergab, dass der Mann am Somerton Beach vermutlich am 1. Dezember 1948 gegen 2 Uhr früh starb. In seinem Magen wurden die Überreste einer Pastete gefunden, eines australischen bzw. englischen Meat Pie. Der Tote wies keine äußeren Verletzungen auf. Diverse auffällige, organische Befunde deuteten hingegen auf einen Tod durch Vergiftung hin, wie sie etwa von Barbituraten hervorgerufen werden kann. Die Pastete schien als Träger der Substanz jedoch auszuscheiden, Spuren eines Eindringens auf anderem Wege fanden sich nicht. Dem Pathologen, John Dwyer, einem erfahrenen Wissenschaftler, war es unmöglich, ein Gift nachzuweisen, dennoch hielt er einen unnatürlichen Tod in seinem abschließenden Bericht für wahrscheinlich. Pathologen, die sich Jahrzehnte später mit den Autopsiebefunden befassten, hielten eine Digoxin-Vergiftung für eine mögliche Ursache.
Am 10. Dezember wurde die Leiche des Mannes, wie zu dieser Zeit üblich, mit Formaldehyd einbalsamiert. Sie wurde schließlich am 14. Juni 1949 in Adelaide auf dem West-Terrace-Friedhof begraben.

## Ermittlungen

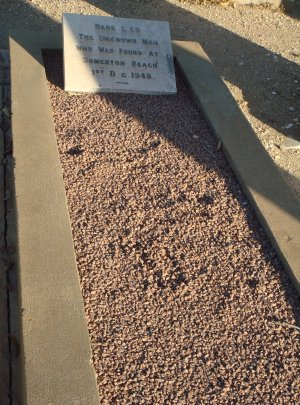
Das schlichte Grab des Mannes in Adelaide

Die regionalen Zeitungen nahmen sich des Themas bereits am 2. und 3. Dezember an. Zunächst ordnete man die unbekannte Leiche einem gewissen E. C. Johnson zu, der zum Zeitpunkt des Auffindens des unbekannten Mannes 45 Jahre alt war. Allerdings besuchte Johnson am Nachmittag des 3. Dezember eine Polizeistation, um sich selbst zu identifizieren.
Es gab keinerlei Hinweise auf die Identität des Mannes. Die Etiketten an seiner Kleidung waren sorgfältig entfernt worden. Die Beschreibungen seines Aussehens, polizeiliche Fotografien seiner Leiche und seine Fingerabdrücke wurden in der gesamten englischsprachigen Welt mit denen aus Vermisstenkarteien abgeglichen, konnten aber nirgends zugeordnet werden. Die Tatsache, dass die Passanten das Gesicht des Mannes zu seinen Lebzeiten nicht gesehen hatten und sich auch sonst niemand an ihn erinnerte, erschwerte die Recherche für die Polizei. 1948 waren weder die australischen Staaten untereinander noch die sonstigen Polizeistationen in der Welt miteinander vernetzt. Die Abgleichung der Daten bewies eigentlich nur, dass der Mann nicht gesucht wurde oder kriminell geworden war.
Anfang Januar 1949 wurde der unbekannte Tote als der 63 Jahre alte Holzfäller Robert Walsh identifiziert. Die Polizei sah dies skeptisch, da sie die Leiche für jünger hielt. Zudem hatten die Hände des am Strand Gefundenen keinerlei Anzeichen körperlicher Anstrengungen aufgewiesen. Dennoch wurden dahingehende Ermittlungen aufgenommen. Sie wurden allerdings wieder eingestellt, nachdem eine der Zeuginnen, Elizabeth Thompson, ihre Stellungnahme bei der Polizei zurückgezogen hatte.

### Fund eines Koffers

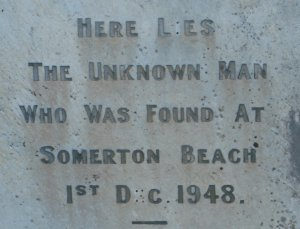
Inschrift am Grab des Somerton-Manns: „Hier liegt der unbekannte Mann, welcher am 1. Dez. 1948 am Somerton-Strand gefunden wurde.“

Ende Januar 1949 wurde am Bahnhof von Adelaide ein brauner Koffer gefunden, der die gleichen (etikettenlosen) Kleidungsstücke enthielt, die der unbekannte Tote trug. Im Inneren des Koffers war auf dem Namensschild ein gewisser T. Keane als Besitzer ausgegeben. Tatsächlich wurde auch ein Tom Keane vermisst, und zwar ein in derselben Region lebender Matrose. Dessen Angehörige konnten den Vermissten jedoch nicht der Leiche des Mannes zuordnen, der am Somerton Beach gefunden wurde.
Die Polizei ging ab diesem Zeitpunkt davon aus, dass der mysteriöse Mann am 30. November mit dem Zug von Port Augusta, Melbourne oder Sydney anreiste, sich in der öffentlichen Badeanstalt duschte und rasierte und dann einen Fahrschein für den Zug nach Henley Beach für 10:50 Uhr des nächsten Morgens kaufte (ein solcher wurde bei ihm gefunden). Er gab anschließend seinen Koffer am Bahnhof ab und kaufte zusätzlich eine (ebenfalls bei ihm gefundene) Busfahrkarte nach Glenelg.

### Die „Tamam-Shud-Spur“
Im April 1949 fand man bei einer erneuten, umfangreichen Untersuchung des Leichnams und seiner Kleidung ein sorgfältig zusammengerolltes, sehr kleines Stück Papier, auf dem die gedruckten Worte Tamam Shud (ein persischer Ausdruck, der sich sinngemäß mit beendet oder das Ende übersetzen lässt) standen und das aus einem Buch herausgerissen worden war. Es befand sich in einer kleinen, zusätzlichen Hosentasche, die von innen eingenäht und zuvor übersehen worden war. Die daraufhin folgende landesweite Suche nach dem entsprechenden Buch war erfolgreich. Ein Arzt meldete den lokalen Polizeibehörden, dass ein Buch mit dem Titel Rubaiyat am Abend vor der Entdeckung des Toten in sein Auto geworfen worden war. Es handelt sich dabei um einen Gedichtband des persischen Lyrikers Omar Chayyām. Das letzte der darin enthaltenen Gedichte,
And when yourself with shining foot shall pass
Among the guests starscattered on the grass
And in your joyous errand reach the spot
Where I made one – turn down an empty glass!
Übersetzung:
Und wenn du mit glänzenden Füßen
zwischen den im Gras verstreuten Sternen vorübergehst,
und in deinem freudigen Bestreben den Ort erreichst,
wo ich eines gemacht habe – lehne ein leeres Glas ab!
war zerrissen – es fehlte exakt das Stück, das der unbekannte Mann bei sich trug.

#### Code

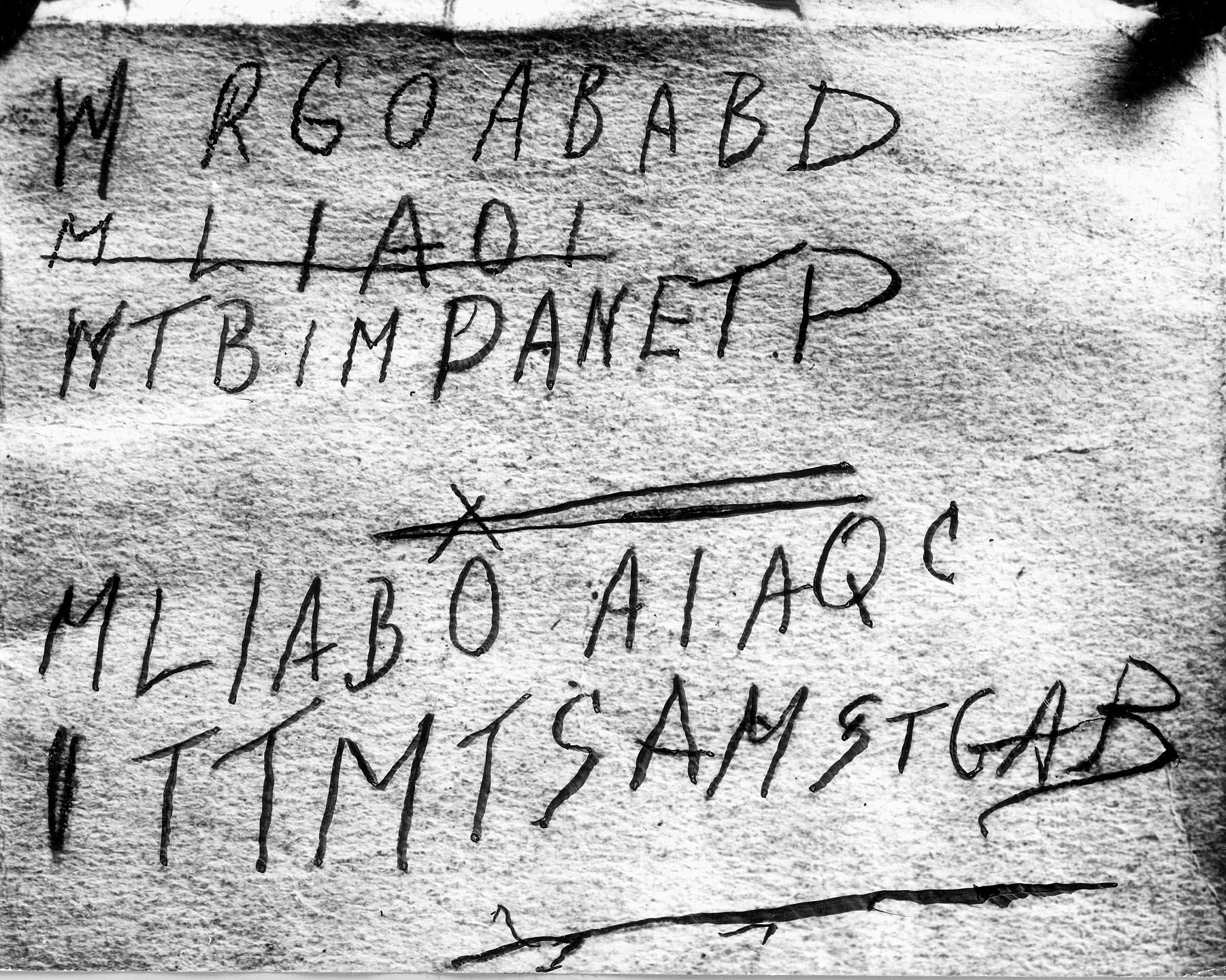
Die gefundene, handschriftliche Notiz.

Auf der Rückseite des Bucheinbands fanden sich handschriftlich eingetragene Buchstaben, die den Eindruck eines verschlüsselten Codes machen:
W (oder M) RGOABABD
MLIAOI
W (oder M) TBIMPANETP
MLIABO AIAQC
I (oder V) TTMTSAMSTGAB
Bis heute konnten die Buchstabenreihen nicht entschlüsselt werden. Ob der Strich auf dem Papier die Buchstabenkombination MLIAOI durch- oder unterstreichen sollte, ist unklar.

#### Telefonnummer
Es fand sich in dem Buch außerdem eine handschriftlich eingetragene Telefonnummer, unter der eine Krankenschwester erreichbar war, die nur etwa 400 Meter von dem Fundort der Leiche entfernt in Moseley St. Glenelg wohnte. Die Frau gab an, nichts über den Toten und den Fall zu wissen. Angesprochen auf den Buchtitel gab sie zu Protokoll, dass sie früher einen solchen Gedichtband besessen, ihn jedoch während des Zweiten Weltkriegs einem Offizier der australischen Armee, der in einem Krankenhaus in Sydney behandelt worden war, geschenkt habe. Sein Name sei Alfred Boxall gewesen. Da sich Boxall zunächst nicht auffinden ließ, vermutete die Polizei, dass es sich um den Toten handeln müsse, obwohl die Frau ihn aus ihrer Erinnerung heraus nicht identifizieren konnte. Einige Zeit später tauchte Boxall jedoch auf, auch das Exemplar des Gedichtbandes, das die Frau ihm seinerzeit schenkte, besaß er noch. Auch Boxall gab an, nichts über den Unbekannten zu wissen.

## Fortgang
Ausbleibende konkrete Hinweise führten zu bis heute anhaltenden Spekulationen über die Herkunft des Toten und seine Todesursache. Insbesondere um die Krankenschwester und den ehemaligen Offizier Boxall entsponnen sich verschiedenste Gerüchte und Mutmaßungen wie Verwicklungen in eine Geheimdienstaffäre, ein Liebes- oder Familiendrama. Sie entbehrten jedoch konkreter Beweise. Beide Personen sind mittlerweile verstorben.
Der Fall wird bei der zuständigen South Australian Major Crime Task Force nach wie vor als offen betrachtet, Hinweise werden jederzeit entgegengenommen.

## Exhumierung 2021
Am 19. Mai 2021 begann die Exhumierung der sterblichen Überreste des Somerton-Manns, mit dem Ziel, daraus ein DNA-Profil zu gewinnen, um seine Herkunft zu klären.
Die Generalstaatsanwältin von Südaustralien Vickie Chapman erklärte, dass das „große öffentliche Interesse“ an dem Fall zu dieser Entscheidung geführt habe.
Eine DNA-Analyse an der University of Adelaide und anschließende Suche in öffentlich zugänglichen DNA-Datenbanken, wie Ancestry, identifizierte den Somerton-Mann als Carl „Charles“ Webb, einen 1905 in Melbourne geborenen Elektroingenieur und Instrumentenbauer. An der Identifizierung war unter anderem die US-amerikanische Genealogin Colleen Fitzpatrick beteiligt. Das Ergebnis dieser Untersuchung wurde am 26. Juli 2022 bekannt gegeben. Die australische Polizei bestätigte dies zunächst nicht, kündigte aber eine eigene Presseerklärung an.
Im August 2022 wurde das Gruppenbild der U16-Fußballmannschaft des Swinburne Technical College in Melbourne aus dem Jahr 1921 veröffentlicht, auf dem unter anderem ein „C. Webb“ auftaucht. Es ist nicht bekannt, bei welchem der Spieler es sich um Webb handelt, ob das C für Carl steht oder ob es sich überhaupt um ein und dieselbe Person handelt. In einer Liste der Stipendiumsschüler der Schulzeitschrift The Swinburnian aus demselben Jahr findet sich ebenfalls ein C. Webb, der die Abendkurse des Ingenieurswesens besucht haben soll.
Ferner wird ein C. Webb „von der Bäckerei“ in einem Spielbericht der Dandenong Post vom 2. Oktober 1930 beschrieben. Untersuchungen haben ergeben, dass Webbs Vater als deutscher Einwanderer aus Hamburg nach Australien kam und als Bäcker tätig gewesen sein soll.
Webb soll in den 1940er-Jahren mehrere tragische Ereignisse durchlebt haben. Sein Vater starb 1939, sein Bruder Roy und Schwager John Keane starben beide 1943 im Zweiten Weltkrieg, seine Mutter 1946. Im April 1947 verließ er unangekündigt seine Frau Dorothy Jean nach dem Niedergang ihrer Ehe. Er wird von ihr als eingeschnappt und unhöflich beschrieben, wenn er beim Kartenspielen verlor, und soll sich manchmal geweigert haben, mit ihr zu sprechen. Außerdem soll er um 19:00 zu Bett gegangen sein und ein stilles Leben gehabt haben. Diese Aneinanderreihung tragischer Ereignisse lässt auf einen möglichen Freitod durch die Einnahme des im Magen gefundenen Digitalis schließen. Die Tatsache, dass niemand ihn bei seinem Tod als vermisst meldete, stünde im Einklang damit, dass seine Verwandten zu diesem Zeitpunkt größtenteils verstorben waren. Jean wollte sich noch 1951 aufgrund des Verlassens ihres Mannes von ihm scheiden lassen. Seine damals aktuelle Adresse sei ihr nicht bekannt gewesen.